# Palmeta

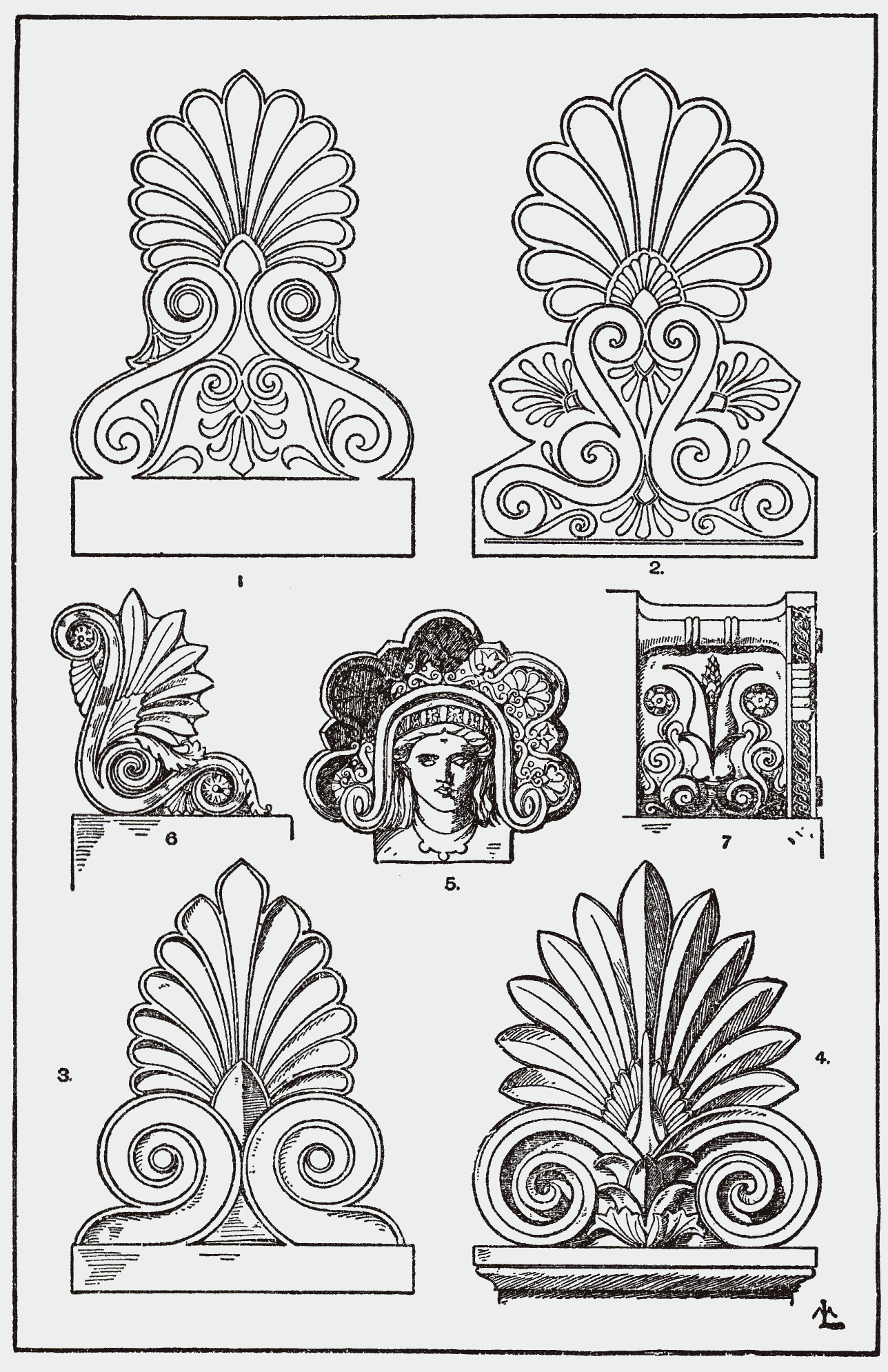
Klasické řecké palmety

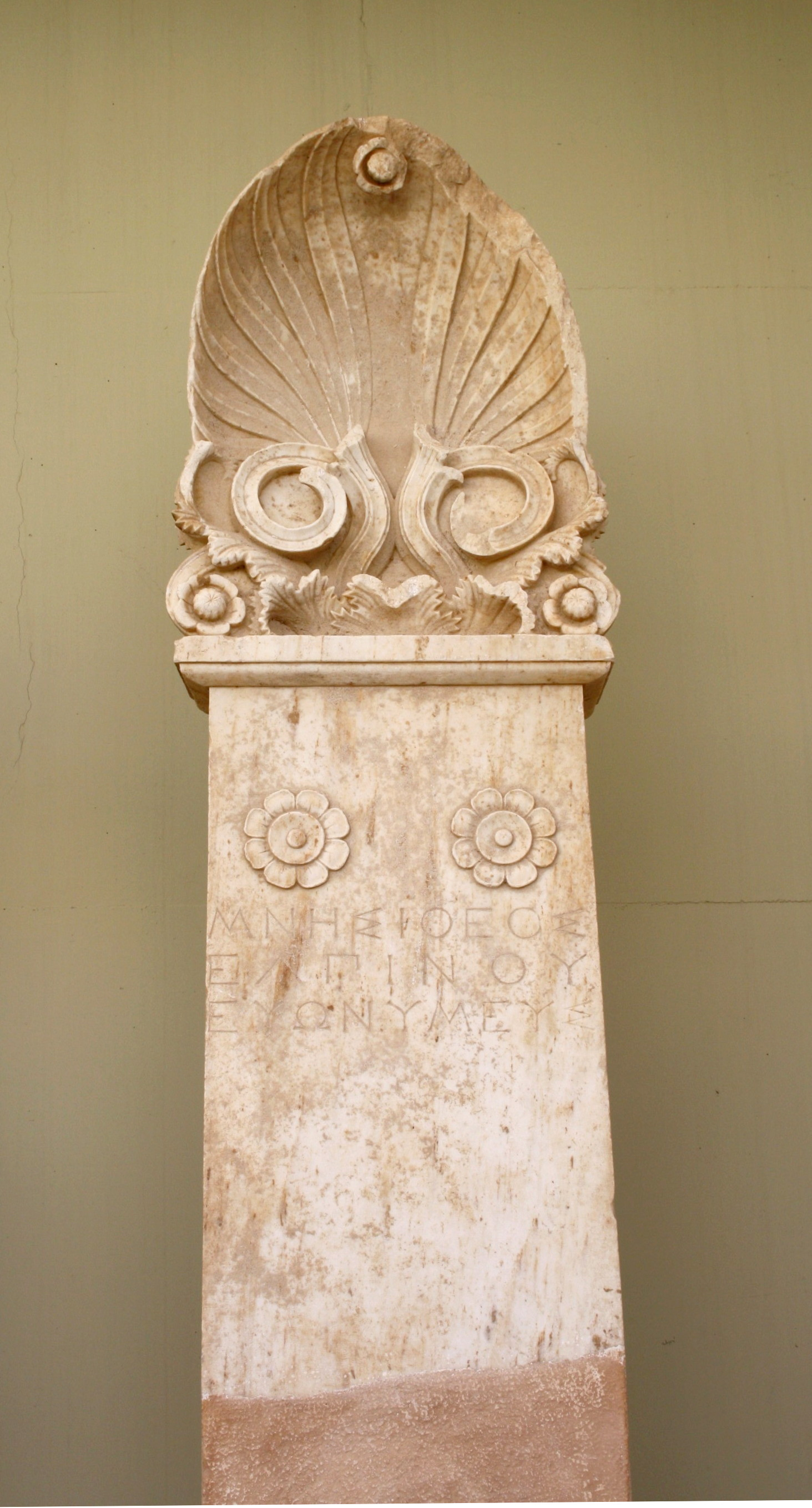
Náhrobní stéla, kolem 330 př. n. l. Archeologické muzeum Piaraeus. Foto G. dall´Orto.

Palmeta (z ital., zdrobnělina slova palma) je velmi rozšířený ornament, obvykle tvořený pěti a více na konci zaoblenými nebo zašpičatělými listy, které se vějířovitě rozbíhají vzhůru. Je souměrný podle svislé osy a připomíná korunu palmových listů. Vyskytuje se na malbách, textilu, keramice, plastikách a zejména na stavbách od starověku do 19. století.

## Původ
Motiv palmety je patrně rostlinného původu a pochází z Blízkého východu. Vyskytuje se už v egyptské architektuře a reliéfech, zvláště se rozšířil v umění starého Řecka. Občas se objevuje i ve středověku a je velice hojný v renesanci a v klasicismu.

## Užití

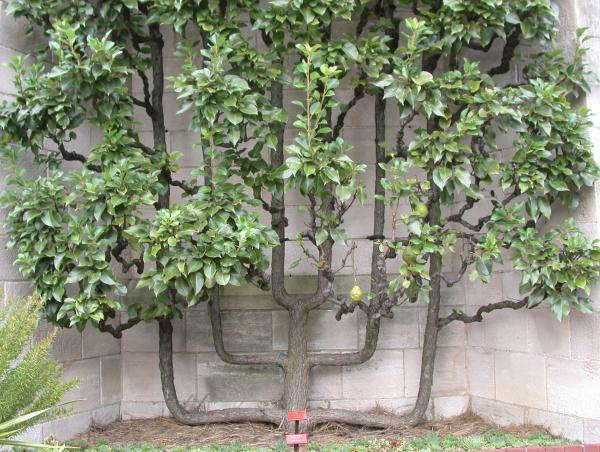
Hrušeň ve formě palmety typu baňka. Tento typ formování je užíván zahrádkáři.

Palmeta se vyskytuje v mnoha různých obměnách, klasickou podobu dostala v řeckém sochařství a v architektuře, zejména jako akrotérion na vrcholku štítu nebo na rozích chrámové budovy.
V ovocnářství se používá pěstební tvar pojmenovaný palmeto, jehož se dosahuje tvarováním a řezem ovocných stromů. Účel není ornamentální, ale rozprostření větví v logickém prostorovém uspořádání v daném prostoru.